# Ziboté
Albums de Ernesto Djédjé
Aguissè
(1975) Les Ziglibithiens
(1978)
Le Roi du Ziglibithy / Ziboté est le 8e album d'Ernesto Djédjé sorti en 1977. L'album fut un succès total qui place l'artiste au-devant de la scène.

## Liste des titres
1. Zibote
2. Zadie Bobo
3. Behido
4. Lola
5. Gnizako
6. Assouna